# GNU Parted
GNU Parted (o nome sendo a conjunção das duas palavras PARTition e EDitor) é um editor de partições livre, usado para criar e excluir partições. Isso é útil para criar espaço para novos sistemas operacionais, reorganizar o uso do disco rígido, copiar dados entre discos rígidos e imagens de disco. Ele foi escrito por Andrew Clausen e Lennert Buytenhek.
Ele consiste em uma biblioteca, libparted, e um front-end de linha de comando, parted, que também serve como uma implementação de referência.
Atualmente, o GNU Parted é executado apenas no Linux e no GNU/Hurd.

## Outros front-ends

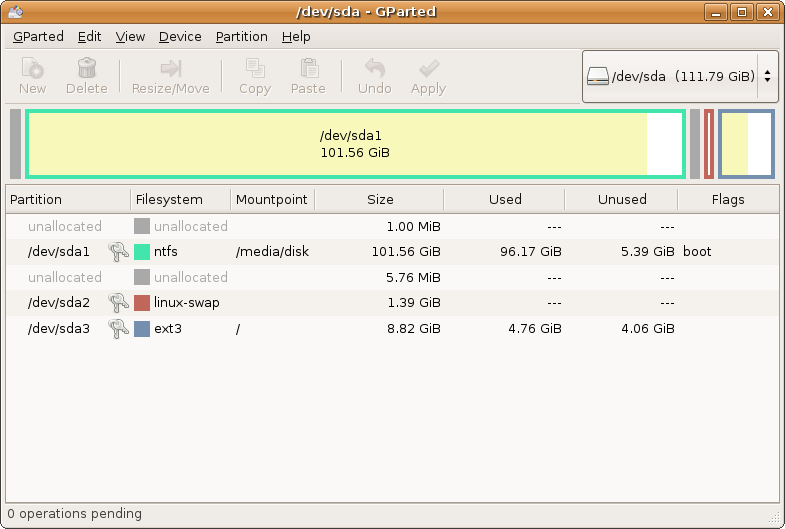
O GParted usa o GNU Parted como backend

O nparted é um frontend baseado em newt para o GNU Parted.
Vários projetos foram iniciados para criar um frontend baseado em ncurses, que também poderia ser usado no Windows (com o GNUWin32 Ncurses).[carece de fontes?]
O fatresize oferece uma interface de linha de comandos para redimensionamento não-destrutivo do FAT16/FAT32 e usa a biblioteca GNU Parted.

### Front-ends gráficos
O GParted e o KDE Partition Manager são programas gráficos que usam a biblioteca parted. Eles são adaptados para o GNOME e o KDE respectivamente; dois grandes ambientes de desktop para instalações tipo Unix. Eles geralmente são incluídos como utilitários em várias distribuições live CD para facilitar o particionamento. QtParted foi outro front-end gráfico baseado no Qt que não está mais sendo ativamente mantido.
O Pyparted (também chamado python-parted) é o front-end escrito em Python para o GNU Parted.
Entre as distribuições Linux que acompanham este aplicativo por padrão incluem: Slackware, Knoppix, sidux, SystemRescueCD, e Parted Magic.

## Limitações
O Parted anteriormente tinha suporte para operar em sistemas de arquivos dentro de partições (criação, movimentação, redimensionamento, cópia). Este suporte foi removido na versão 3.0.